# Мій американський дядечко
«Мій американський дядечко» (фр. Mon oncle d'Amérique) — французька психологічна кінокомедія 1980 року, поставлена режисером Аленом Рене. Світова прем'єра відбулася 20 травня 1980 року на 33-му Каннському міжнародному кінофестивалі, де фільм брав участь в основній конкурсній програмі у змаганні за Золоту пальмову гілку та був відзначений Гра-прі журі та Призом ФІПРЕССІ. У 1981 році стрічка була номінована в 6-ти категоріях на здобуття французької національної кінопремії «Сезар» .

## Сюжет
Сюжет фільму побудований на ідеях французького ученого-медика і філософа Анрі Лаборі (фр. Henri Laborit), який сам озвучує їх у фільмі. Три людські долі покликані проілюструвати ідеї Лаборі про зв'язок людської психології і суспільства. На прикладі трьох персонажів учений доводить, що всі людські реакції обумовлені умовами, в яких пройшло їхнє дитинство.
Зразковий буржуа Жан (Роже П'єр), що робить літературну і політичну кар'єру, кидає сім'ю заради акторки Жаніни (Ніколь Гарсія), але жертвує нею, піддавшись шантажу колишньої дружини. Сама Жаніна, яка колись бунтувала проти батьків-комуністів, розчарувавшись розривом з Жаном, робить кар'єру фінансового консультанта. Робота зводить її з Рене (Жерар Депардьє), вихованим в суворій католицькій, селянській сім'ї. Втративши роботу, він здійснює спробу самогубства.
У кожного з героїв є свій улюблений французький актор, якому вони, самі того не помічаючи — наслідують: Жан Габен (Рене Раґно), Жан Маре (Жан Легаль) і Даніель Дар'є (Жаніна Гарньє). Американський дядечко, який є присутнім у розмовах персонажів, кожного разу стає несподіваним аргументом на доказ тієї або іншої позиції.

## У ролях
| • Жерар Депардьє  | … | Рене Раґно                                           |
| • Ніколь Гарсія   | … | Жаніна Гарньє                                        |
| • Роже П'єр       | … | Жан Ле Галль                                         |
| • Неллі Боржо     | … | Арлетт Ле Галль                                      |
| • П'єр Ардіті     | … | Зомбу, представник Генерального директорату в Парижі |
| • Жерар Дар'є     | … | Леон Вістрейт                                        |
| • Філіпп Лоденбаш | … | Мішель Обер                                          |
| • Марі Дюбуа      | … | Тереза Раґно                                         |
| • Анрі Лаборі     | … | грає сам себе                                        |
| • Бернар Малатьє  | … | батько Жана                                          |
| • Катрін Фро      | … | Арлетт, дівчина                                      |

## Знімальна група
- Автор сценарію — Жан Груо, Анрі Лаборі
- Режисер-постановник — Ален Рене
- Продюсер — Філіпп Дюссар
- Асоційований продюсер — Крістіан Лентретьєн
- Оператор — Саша В'єрні
- Композитор — Ар'є Дзерлятка
- Монтаж — Альбер Юргенсон
- Художник-постановник — Жак Солньє
- Художник з костюмів — Катрін Летер'є
- Художник-декоратор — Філіпп Тюрлюр

## Навколо фільму
- Фільм увійшов до довідкової книги —  «1001 фільмів, які ви повинні переглянути перед тим, як померти[en]» під редакцією Стівена Джей Шнайдера з оригінальними есе про кожний фільм, яку створили більше ніж 70 кінокритиків.

## Нагороди та номінації
| Список нагород та номінацій            | Список нагород та номінацій | Список нагород та номінацій                     | Список нагород та номінацій | Список нагород та номінацій | Список нагород та номінацій |
| Кінофестиваль/Кінопремія               | Рік                         | Категорія                                       | Номінант(и)                 | Результат                   | Дж                          |
| -------------------------------------- | --------------------------- | ----------------------------------------------- | --------------------------- | --------------------------- | --------------------------- |
| Каннський міжнародний кінофестиваль    | 1980                        | Золота пальмова гілка                           | Мій американський дядечко   | Номінація                   | [ 3 ]                       |
| Каннський міжнародний кінофестиваль    | 1980                        | Гран-прі журі                                   | Мій американський дядечко   | Перемога                    | [ 3 ]                       |
| Каннський міжнародний кінофестиваль    | 1980                        | Приз ФІПРЕССІ                                   | Мій американський дядечко   | Перемога                    | [ 3 ]                       |
| Венеційський міжнародний кінофестиваль | 1980                        | Приз AGIS                                       | Ален Рене                   | Перемога                    |                             |
| Приз Мельєса                           | 1980                        | Найкращий фільм                                 | Мій американський дядечко   | Перемога                    | [ 6 ]                       |
| Спільнота кінокритиків Нью-Йорка       | 1980                        | Найкращий фільм                                 | Мій американський дядечко   | 5-е місце                   |                             |
| Спільнота кінокритиків Нью-Йорка       | 1980                        | Найкращий фільм іноземною мовою                 | Мій американський дядечко   | Перемога                    |                             |
| Спільнота кінокритиків Нью-Йорка       | 1980                        | Найкращий сценарій                              | Жан Груо                    | Номінація                   |                             |
| Премія «Оскар»                         | 1980                        | Найкращий сценарій                              | Жан Груо                    | Номінація                   |                             |
| Премія «Сезар»                         | 31.01.1981                  | Найкращий фільм                                 | Мій американський дядечко   | Номінація                   |                             |
| Премія «Сезар»                         | 31.01.1981                  | Найкраща режисерська робота                     | Ален Рене                   | Номінація                   |                             |
| Премія «Сезар»                         | 31.01.1981                  | Найкраща акторка                                | Ніколь Гарсія               | Номінація                   |                             |
| Премія «Сезар»                         | 31.01.1981                  | Найкращий оригінальний або адаптований сценарій | Жан Груо                    | Номінація                   |                             |
| Премія «Сезар»                         | 31.01.1981                  | Найкраща операторська робота                    | Саша В'єрні                 | Номінація                   |                             |
| Премія «Сезар»                         | 31.01.1981                  | Найкращі декорації                              | Жак Солньє                  | Номінація                   |                             |
| Премія «Давид ді Донателло»            | 1981                        | Найкращий іноземний сценарій                    | Жан Груо                    | Перемога                    |                             |
| Синдикат французьких кінокритиків      | 1981                        | Найкращий французький фільм                     | Мій американський дядечко   | Номінація                   |                             |
| Премія «Сан-Жорді»                     | 1981                        | Найкращий іноземний фільм                       | Мій американський дядечко   | Перемога                    |                             |
| Премія «Сан-Жорді»                     | 1981                        | Найкраща актормька гра в іноземному фільмі      | Ніколь Гарсія               | Перемога                    |                             |
| Національна спілка кінокритиків США    | 1981                        | Найкращий сценарій                              | Жан Груо                    | Номінація                   |                             |